# Saharanpur (distrikt)
Saharanpur (hindi: ज़िला सहारन्पूर, urdu: ضلع سهارنپور) er et distrikt i den indiske delstat Uttar Pradesh. Distriktets hovedstad er Saharanpur.

## Demografi
Ved folketællingen i 2011 var der 3,464,228 indbyggere i distriktet, mod 2,896,863 i 2001. Den urbane befolkningen udgør 30,71 % af befolkningen.
Børn i alderen 0 til 6 år udgjorde 14,59 % i 2011 mod 18,58 % i 2001. Antallet af piger i den alder per tusinde drenge er 872 i 2011.